# 平松翔
平松 翔（ひらまつ しょう、1994年10月31日 - ）は、日本の男性総合格闘家。大阪府出身。THE BLACKBELT JAPAN所属。

## 来歴
幼い頃から喧嘩に明け暮れ、少年院に2回入った事があるという。17歳の時に沖縄に移住し、沖縄の地下格闘技団体に出場した事を機に格闘技を始めた。
2019年3月16日、プロデビュー戦となったDEEP TOKYO IMPACT 2019で小川顕広と対戦し、1Rにギロチンチョークで一本勝ちを収めた。
2023年4月2日、DEEP OSAKA IMPACT 2023 1st ROUNDでDEEP☆KICK-60kg級王者の谷岡祐樹と対戦し、打撃戦の末に右フックでKO勝ちを収めた。
2024年3月9日、DEEP 118 IMPACTで魚井フルスイングと対戦し、2Rにギロチンチョークで一本勝ちを収めた。
2024年5月3日、DEEP 119 IMPACTでDEEPフライ級＆バンタム級2階級制覇王者の元谷友貴と対戦し、左フックで1Rにダウンを奪うも、2Rにリアネイキッドチョークで一本負けを喫した。
2024年11月17日、RIZIN初参戦となるRIZIN LANDMARK 10にて1階級上のフェザー級でTATSUMIと対戦し、1Rに膝でダウンを奪われるも、2Rに肘打ちで相手の額をカットさせてドクターストップによる逆転TKO勝ちを収めた。

## 戦績

### プロ総合格闘技
| 総合格闘技 戦績 | 総合格闘技 戦績 | 総合格闘技 戦績 | 総合格闘技 戦績 | 総合格闘技 戦績 | 総合格闘技 戦績 | 総合格闘技 戦績 |
| --------------- | --------------- | --------------- | --------------- | --------------- | --------------- | --------------- |
| 14 試合         | (T)KO           | 一本            | 判定            | その他          | 引き分け        | 無効試合        |
| 9 勝            | 6               | 2               | 1               | 0               | 0               | 0               |
| 5 敗            | 1               | 1               | 3               | 0               | 0               | 0               |

| 勝敗 | 対戦相手           | 試合結果                                 | 大会名                           | 開催年月日     |
| ○    | 諏訪部哲平         | 5分3R 判定3-0                            | DEEP 126 IMPACT                  | 2025年8月17日  |
| ○    | 瀧澤謙太           | 1R 4:56 TKO（右フック→パウンド）         | DEEP 124 IMPACT                  | 2025年3月15日  |
| ○    | TATSUMI            | 2R 2:53 TKO（ドクターストップ）          | RIZIN LANDMARK 10                | 2024年11月17日 |
| ×    | 元谷友貴           | 2R 1:44 リアネイキッドチョーク           | DEEP 119 IMPACT                  | 2024年5月3日   |
| ○    | 魚井フルスイング   | 2R 0:48 ギロチンチョーク                 | DEEP 118 IMPACT                  | 2024年3月9日   |
| ×    | 雅駿介             | 5分2R終了 判定0-3                        | DEEP 114 IMPACT                  | 2023年7月2日   |
| ○    | 谷岡祐樹           | 1R 4:13 KO（右フック）                   | DEEP OSAKA IMPACT 2023 1st round | 2023年4月2日   |
| ×    | RYUKI              | 1R 3:39 TKO（左フック→パウンド）         | DEEP 111 IMPACT                  | 2022年12月11日 |
| ○    | 松原慎介           | 1R 3:09 TKO（スタンドパンチ連打）        | DEEP OSAKA IMPACT 2022 3rd round | 2022年8月28日  |
| ○    | 山口コウタ         | 1R 2:58 TKO（ボディへの膝蹴り→パウンド） | DEEP TOKYO IMPACT 2022 2nd round | 2022年3月13日  |
| ○    | 海飛               | 1R 1:03 KO（右フック）                   | DEEP TOKYO IMPACT 2021 2nd round | 2021年10月17日 |
| ×    | 日比野"エビ中"純也 | 5分2R終了 判定0-3                        | DEEP 99 IMPACT                   | 2020年11月1日  |
| ×    | 小林弘幸           | 5分2R終了 判定0-3                        | DEEP 93 IMPACT                   | 2019年12月15日 |
| ○    | 小川顕広           | 1R 1:37 ギロチンチョーク                 | DEEP TOKYO IMPACT 2019           | 2019年3月16日  |

### アマチュア総合格闘技
| 勝敗 | 対戦相手   | 試合結果                   | 大会名                                  | 開催年月日     |
| ×    | 長谷川直大 | 1R 2:30 スリーパーチョーク | 16TH KANTO AMATEUR SHOOTO CHAMPIONSHIPS | 2017年7月16日  |
| ○    | 小松敏明   | 1R 1:55 KO/TKO             | 16TH KANTO AMATEUR SHOOTO CHAMPIONSHIPS | 2017年7月16日  |
| ○    | 高橋雄人   | 1R 0:31 KO/TKO             | THE OUTSIDER 42                         | 2016年9月4日   |
| ○    | 吉野正道   | 1R 0:30 アームバー         | THE OUTSIDER 40                         | 2016年5月29日  |
| △    | 宮原義明   | 2R終了 判定1-1             | THE OUTSIDER 39                         | 2016年3月27日  |
| ×    | 大保琉球   | 2R終了 判定0-3             | THE OUTSIDER 38                         | 2015年12月13日 |
| ×    | 中沢清哉   | 1R 2:18 KO/TKO             | THE OUTSIDER 37                         | 2015年9月6日   |
| ×    | 長谷川直樹 | 1R 1:31 グラウンドパンチ   | THE OUTSIDER 36                         | 2015年7月19日  |

### 試合映像
1. ↑  『【試合映像】平松翔 vs 谷岡祐樹 / Sho Hiramatsu vs. Yuki Tanioka - 4/2/2023』DEEP チャンネル、2023年。